# Emily Ford
Pour les articles homonymes, voir Ford (homonymie).
Emily Ford, née le 29 novembre 1996 à Holmes Chapel, est une rameuse britannique.

## Carrière
En août 2022, elle rafle deux médailles d'argent aux Championnats d'Europe, une en deux de couple et une autre à huit. L'année suivante aux Europe 2023, l'équipe de huit dont elle fait partie conserve sa médaille d'argent tandis que son bateau de deux de couple termine 5e.
En 2023, elle entre dans l'histoire en devenant avec Esme Booth, les seules athlètes féminines britanniques à qualifier aux Jeux olympiques deux bateaux différents (deux de couple et huit). Aux championnats d'Europe 2024, elle rafle l'or en quatre sans barreuse.
Lors du dernier des compétitions d'aviron aux Jeux olympiques d'été de 2024, elle remporte avec l'équipage britannique la médaille de bronze en huit.

### Vie privée
Originaire de Holmes Chapel dans le Cheshire, son frère Thomas est également un rameur de haut-niveau, champion olympique de huit en 2024.